# Rice (Minnesota)
Rice – miasto w Stanach Zjednoczonych, w stanie Minnesota, w hrabstwie Benton.